# 菲律賓駐阿根廷大使館
菲律賓共和國駐阿根廷共和國大使館是菲律賓派駐在阿根廷首都布宜諾斯艾利斯的代表機構，位於布宜諾斯市北部的巴勒摩區，鄰近該市的唐人街。

## 歷史
菲律賓與阿根廷兩國於1948年8月21日建立公使級外交關係，時任菲律賓總統埃爾皮迪奧·季里諾任命納西索·拉莫斯為特命全權公使，而前菲律賓立法機構（今菲律賓國會）議員馬努艾爾・艾斯庫德魯（Manuel Escudero）則被任命為一等秘書兼總領事，菲律賓外交人員最初於布宜諾斯艾利斯廣場酒店內辦公，該國隨後於1949年4月4日於布宜諾斯市設立公使館，成為菲律賓在拉丁美洲設立的首個外交代表機構。
兩國於1960年5月升格為大使級外交關係，駐阿根廷公使館亦升級為大使館，時任總統拉蒙·麥格塞塞於1956年任命佩德羅·吉爾為首任特命全權大使。
2012年，菲律賓大使館向阿根廷外交部抗議菲律賓拳擊手喬里爾·卡西美路在和阿根廷路易斯·阿爾貝托·拉扎特比賽後，遭到阿根廷騷亂者襲擊，菲律賓國內亦有聲音呼籲召回時任駐阿根廷大使雷伊·卡蘭當（Rey Carandang）。
2018年，阿根廷工人中央聯盟成員於大使館外組織集會活動，抗議時任菲律賓總統羅德里戈·杜特蒂的勞工政策。

## 建築
菲律賓駐阿根廷大使館駐地曾多次搬遷。2012年以來曾先後利用兩座具重要歷史意義的建築。

### 貝爾格拉諾扎皮奧拉街（2012－2020年）

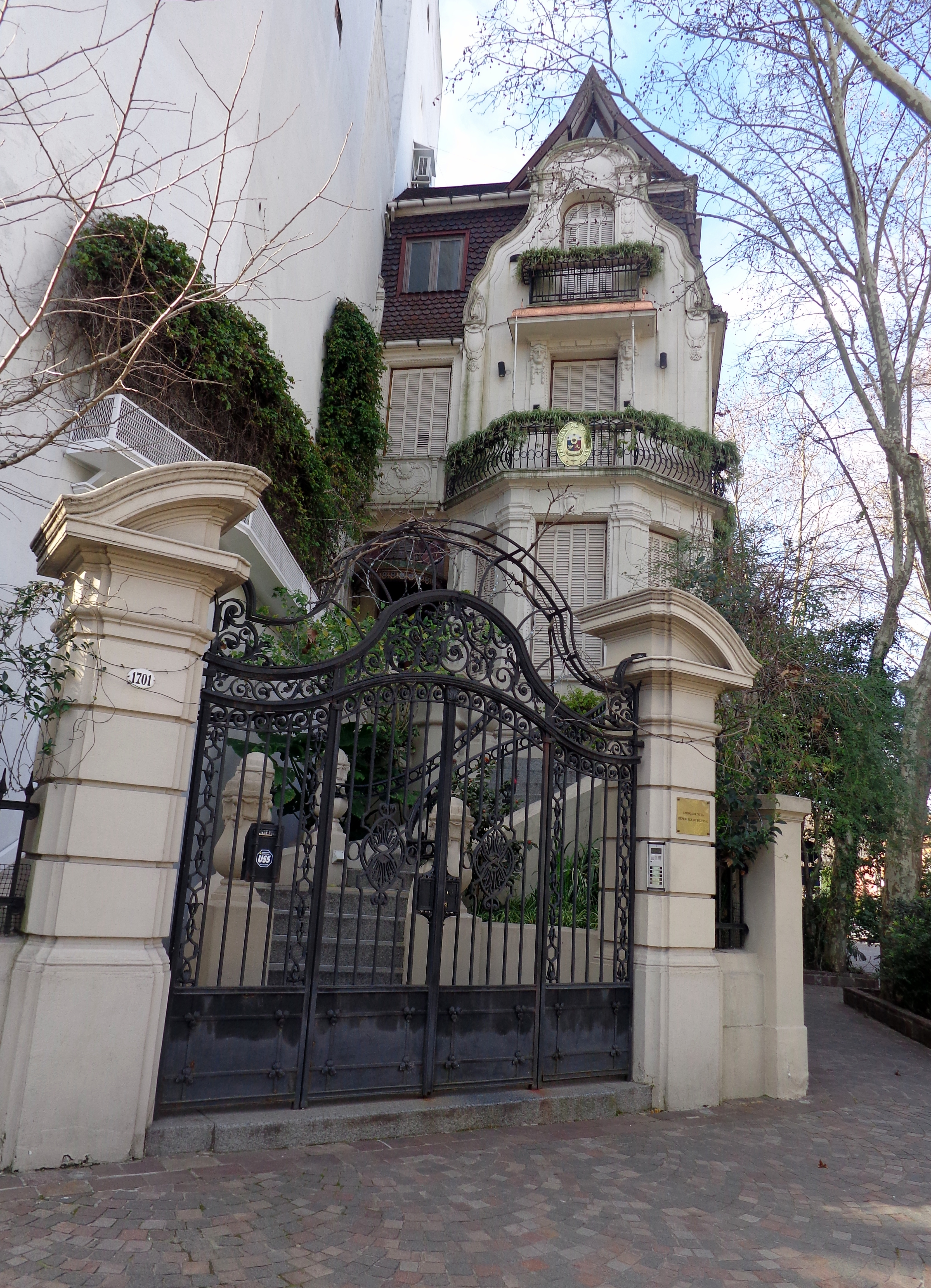
位於貝爾格拉諾扎皮奧拉街（Calle Zapiola）的原大使館建築

2012－2020年間，菲律賓駐阿根廷大使館駐地位於貝爾格拉諾的扎皮奧拉街（Calle Zapiola）1701號，由瑞士折衷主義建築師洛倫佐·西格瑞斯特設計，並建造於1904年，建築規格為三層樓、設有中央空調系統、露臺和庭院。
在成為大使館前，該建築曾用於各種用途。1948年10月22日，屋主弗朗西斯科·托伊夫爾（Francisco Toifl）將房屋連同家具售予雷切爾·布爾戈斯·德·埃斯科巴爾（Raquel Burgos de Escobar），且後者還收購了該建築對角的房屋，並將兩棟房屋作為酒店經營，之後埃斯科巴爾於1950年11月6日將其出售給約瑟·F·摩納哥·德·米蘭達（Josefa F. Mónaco de Miranda），不到一年後再次將其轉賣給新的業主特奧多羅·格倫（Teodoro Gehrung）。直到1958年，該建築的不動產權歸為酒店業者安東尼奧·穆拉斯·努涅斯（Antonio Muras Núñez）和阿道夫·馬塔·里亞（Adolfo Mata Rial）所有。
自1967年到至少1973年間，該建築成為卡洛斯·戴維·斯托尼（Carlos David Storni）博士的住所，其後來擔任阿根廷地質協會（Asociación Geológica Argentina）會長和榮譽會員。1989年，心理學家亞歷杭德羅·凡·奧斯特維爾特（Alejandro van Oostveldt）及妻子艾莎·帕特里夏·皮茲（Elsa Patricia Pizzi）將建築改建為養老院Hogar del Virrey。2007年，布宜諾斯艾利斯市議會通過第2.548號法令，將該房屋列入遺產建築（edificio representativo），同時禁止拆除布宜諾斯市內於1941年12月31日之前興建的任何建築物。1997年，布宜諾斯艾利斯市政府在發現原始記錄丟失後，被迫重建該建築的法律紀錄。2012年，菲律賓大使館入駐該建築，而黎剎文化中心的布宜諾斯艾利斯中心也於2015年6月21日開始在該建築辦理業務，該團體是由菲律賓政府贊助的文藝推廣組織。
2020年12月30日，大使館將建築內部全數清空，預備搬遷至新駐地，並以元帥安東尼奧·荷西·德·蘇克雷街（Calle Mariscal Antonio José de Sucre）2168號為臨時辦公地點。

### 巴勒摩九月十一日街（2021年後）
2020年9月29日，大使館發布的招標文件顯示已於鄰近巴勒摩的聖貝尼托（San Benito）九月十一日街（Calle 11 de Septiembre de）購置新建築，作為大使館的新駐地，經費則來自菲律賓當年度的國家預算。
新大使館土地原是何塞·佩德羅·埃內斯托·托恩奎斯特（José Pedro Ernesto Tornquist）家族擁有的地產，何塞·佩德羅·埃內斯托·托恩奎斯特是出身德國的房地產開發商，其子埃內斯托·托恩奎斯特是阿根廷重要的企業家。該家族的地產後被分割，角落地段由19世紀抵達阿根廷的熱內亞移民托馬斯·菲諾切托（Tomás Finochietto）和安娜·查馬斯（Ana Chammás）購得，之後該地段又由其子女繼承，包括外科醫師里卡多·菲諾切托（後來成為阿根廷總統胡安·裴隆和妻子伊娃·裴隆的家庭醫生）。
菲諾切托（Finochietto）家族的住宅於1930年於該地段建成，由外科醫師恩里克·菲諾切托（里卡多的兄弟）的女兒蘇珊娜·埃德爾米拉·菲諾切托·費南德斯（Susana Edelmira Finochietto y Fernández）和丈夫朱利安·特里斯坦·阿拉貝赫蒂（Julián Tristán Arabehety）設計興建。2009年，該建築登錄為布宜諾斯艾利城市遺產，並於2019年拉干拉利（Linglingay F. Lacanlale）擔任菲律賓駐阿根廷大使期間由菲律賓政府收購。大使館後續編列約131萬美元的預算與該市的Adamo-Faiden建築事務所（Adamo-Faiden Architects）簽約以翻修建築，並額外撥款27.5萬美元購置器材、家具和設備，翻修工程於2021年完成。
大使館於2021年8月2日遷入新駐地，2022年5月20日由菲律賓外交部副部長特蕾莎·P·拉扎羅（Ma. Theresa P. Lazaro）正式揭碑，阿根廷外交部副部長克勞迪奧·哈維爾·羅森克韋格（Claudio Javier Rosencwaig）和菲律賓大使拉干拉利共同參與揭碑典禮，當日同時也是菲律賓獨立124週年的外交招待會。

2022年5月20日舉行的揭碑典禮
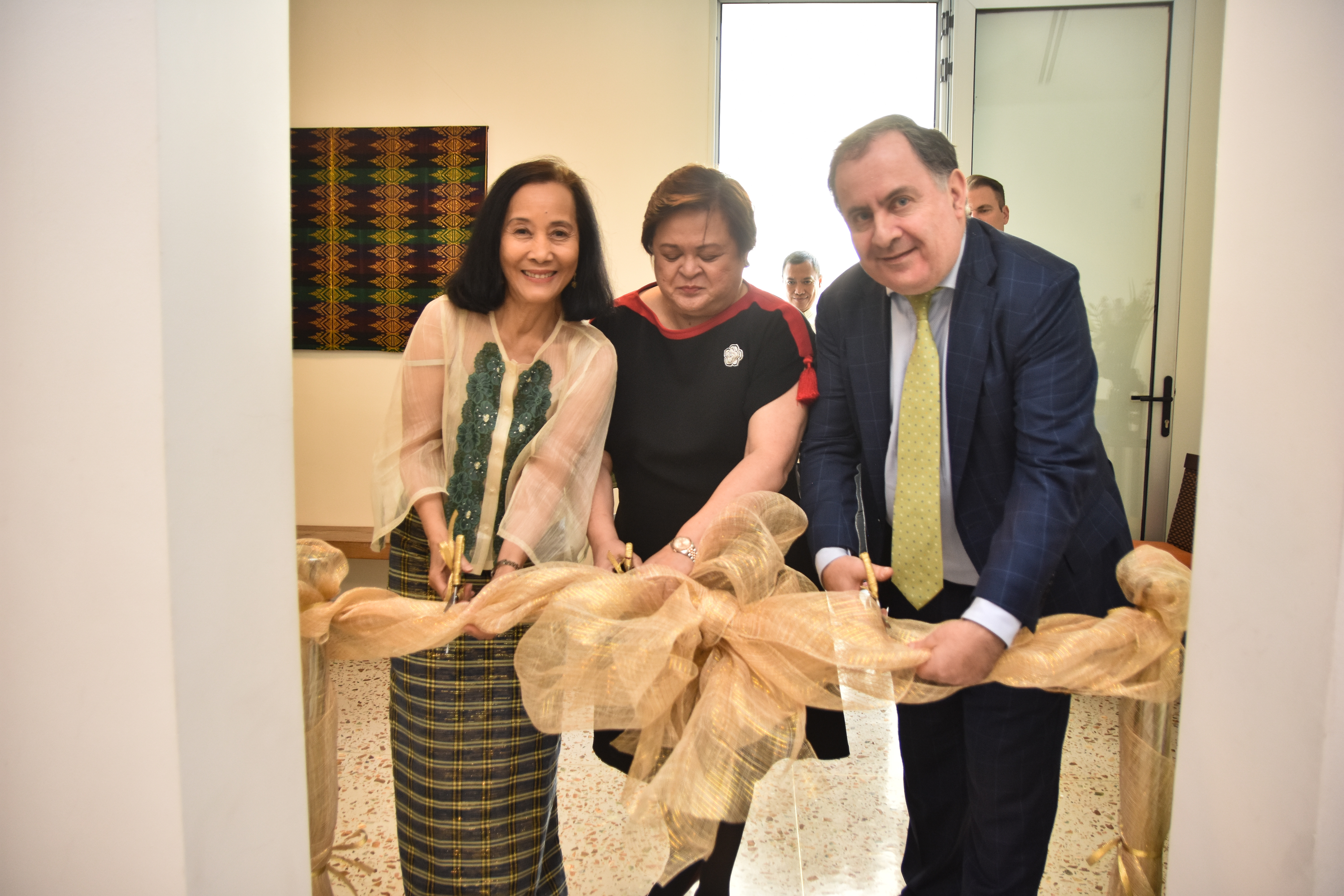
拉干拉利（左）、拉扎羅（中）、羅森克韋格（右）為新大使館建築落成剪綵
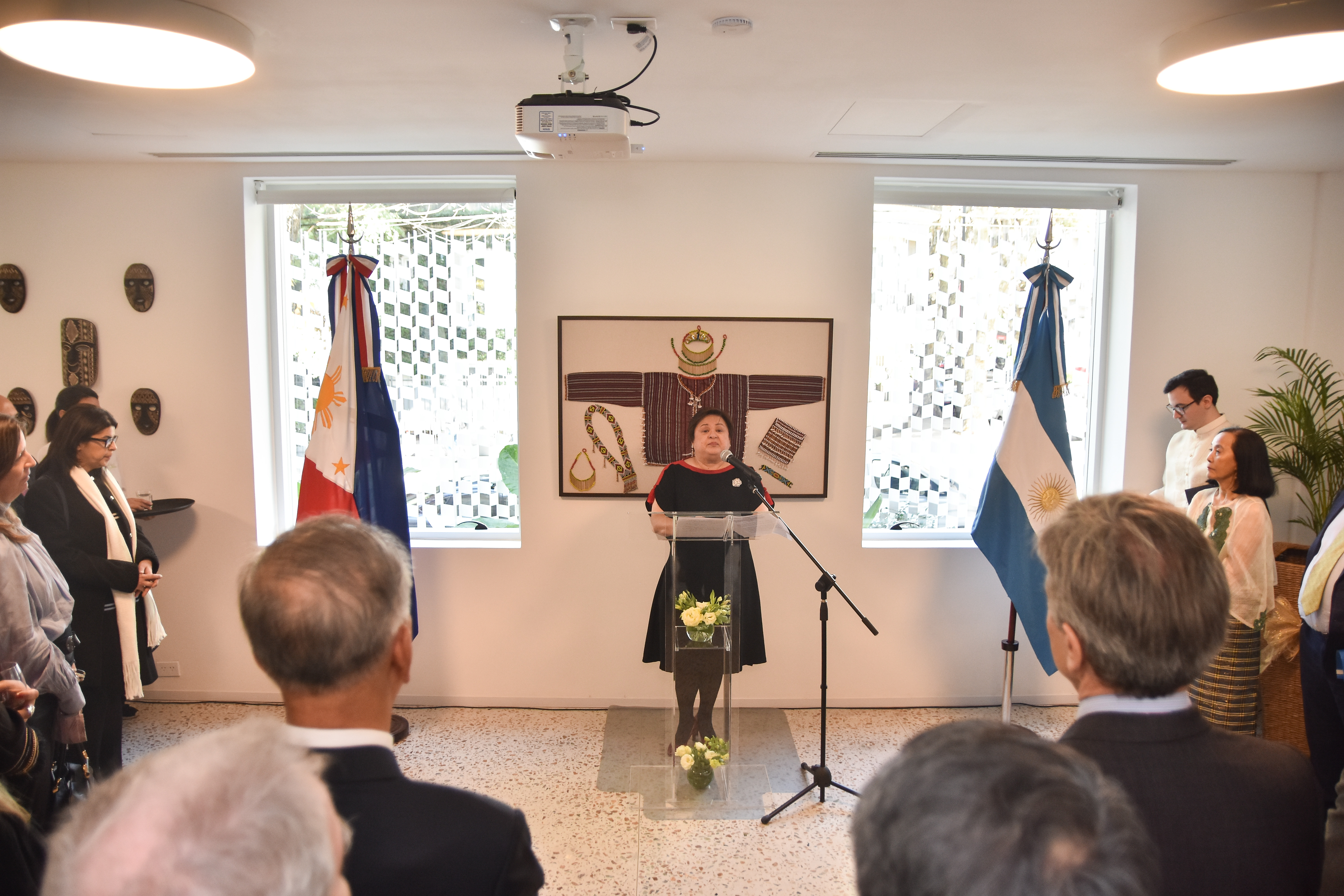
拉扎羅於典禮致詞
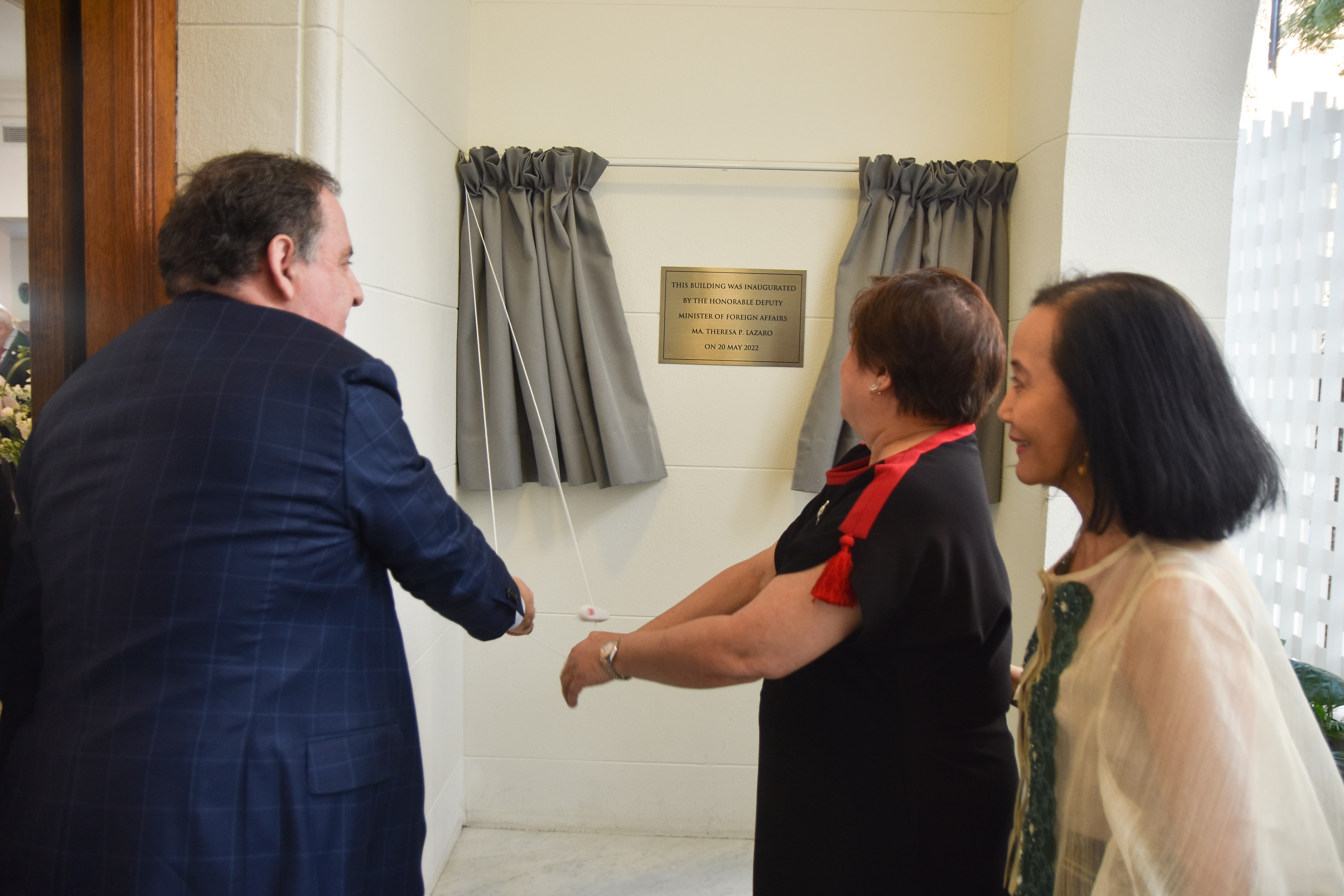
新大使館建築落成揭碑

建築風格最初採用阿根廷於19世紀末流行的法國新古典主義，後經翻修以滿足現代辦公需求，但仍保留包括外觀、木製大門、大樓梯，以及卡拉拉大理石製成的建築入口及後樓梯等特徵。外圍新建圍欄的設計靈感來源於菲律賓本土的經紗妨染編織圖案。

## 人員和運作

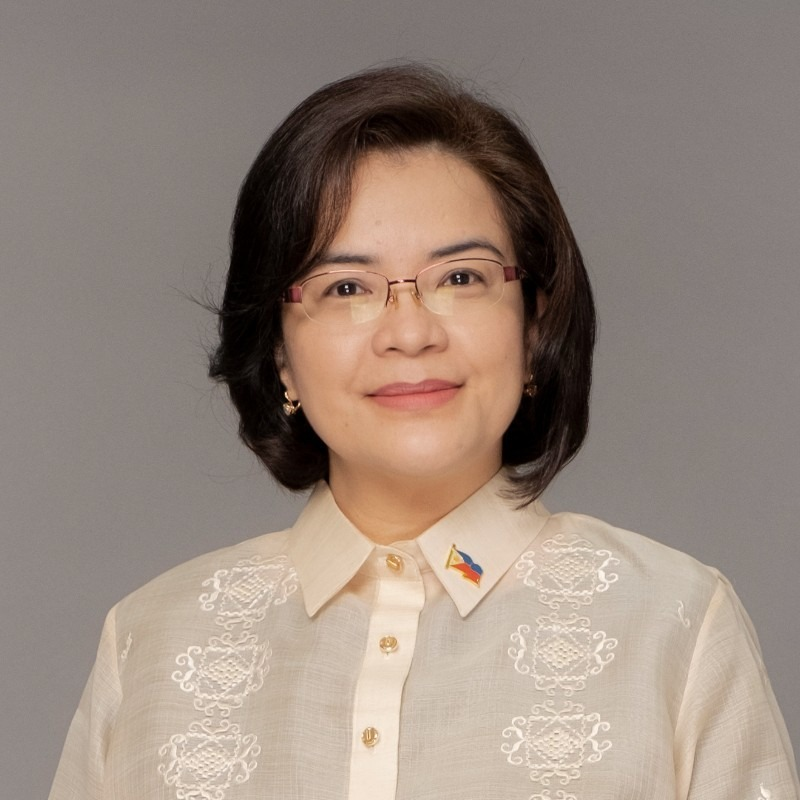
克魯茲-法貝拉（Grace T. Cruz-Fabella，攝於2023年）

現任菲律賓駐阿根廷大使為格蕾絲·T·克魯茲-法貝拉（Grace T. Cruz-Fabella），於2022年9月1日獲總統小斐迪南·馬可仕任命，同年9月28日由任命委員會確認，並於2023年8月1日向阿根廷總統阿爾貝托·費南德茲遞交國書。克魯茲-法貝拉為職業外交官，曾任外交部助理次長（assistant secretary）和菲律賓駐亞太經濟合作會議秘書處代表。
大使館會舉辦促進菲律賓文化及加強菲阿兩國之間聯繫的活動，包括推廣菲律賓棍術（2007年）、舉行菲律賓大學牧歌合唱團音樂會（2011年），並於2013年為強烈颱風海燕的受難者舉辦慈善晚宴；2019年在阿根廷國家藝術基金會開設菲律賓紡織品展覽，同時與其他東南亞國家派駐在阿根廷的外交使館合作，以促進區域發展，如菲律賓大使館於2015年在貝爾格拉諾的巴蘭卡斯廣場（Plaza Barrancas）組織一場推廣東南亞文化的節日，並在次年參加了圖庫曼經濟聯合會（Federación Económica de Tucumán）成立63周年慶祝活動。
菲律賓駐阿根廷大使館同時兼轄玻利維亞、巴拉圭和烏拉圭事物，並在該三國設有名譽領事。此外，该大使馆在菲律宾与智利建交初期，也曾兼辖智利，直到1981年驻智利大使馆成立为止。

## 外部連結
- 菲律賓駐阿根廷大使館